# گراسانو
گراسانو (به ایتالیایی: Grassano) یک کومونه در ایتالیا است که در استان ماترا واقع شده‌است.

## خصوصیات
گراسانو ۴۱٫۶۳ کیلومترمربع مساحت و ۵٬۲۲۸ نفر جمعیت دارد و ۵۷۶ متر بالاتر از سطح دریا واقع شده‌است.